# Sleep sort
Sleep sort (in italiano: ordinamento assonnato) è un algoritmo di ordinamento basato sul tempo.
Sleep sort lavora associando un contatore ad ogni elemento da ordinare.
Ogni contatore è inizialmente impostato con il valore dell'elemento che deve essere ordinato.
I contatori sono poi decrementati alla stessa velocità.
Quando un dato contatore finisce, l'elemento associato viene aggiunto alla fine della lista. Poiché i contatori si fermano a seconda della grandezza degli elementi, la lista sarà ordinata una volta che tutti i contatori sono fermi.
Può essere implementato utilizzando i timer del sistema operativo, per esempio facendo un fork di un processo separato per ogni elemento, o più semplicemente utilizzano un vettore di contatori.

## Codice

### Bash
```
#!/bin/bash

function
 
f
()
 
{

    
sleep
 
"
$1
"

    
echo
 
"
$1
"

}

while
 
[
 
-n
 
"
$1
"
 
]

do

    
f
 
"
$1
"
 
&

    
shift

done

wait

```

### Python
```
from
 
time
 
import
 
sleep

from
 
threading
 
import
 
Timer

def
 
sleepsort
(
values
):

    
sleepsort
.
result
 
=
 
[]

    
def
 
add1
(
x
):

        
sleepsort
.
result
.
append
(
x
)

    
mx
 
=
 
values
[
0
]

    
for
 
v
 
in
 
values
:

        
if
 
mx
 
<
 
v
:
 
mx
 
=
 
v

        
Timer
(
v
,
 
add1
,
 
[
v
])
.
start
()

    
sleep
(
mx
+
1
)

    
print
(
sleepsort
.
result
)

if
 
__name__
 
==
 
'__main__'
:

	
sleepsort
([
7
,
 
2
 
,
100
,
 
1
,
 
9
,
 
45
,
 
2
,
 
33
,
 
7
,
 
77
,
 
25
])

	
sleepsort
([
333
,
 
222
 
,
112
,
 
777
,
 
901
,
 
455
,
 
256
,
 
313
,
 
125
,
 
625
,
 
825
,
 
999
,
 
316
])

```

JAVA
```
public
 
class
 
SleepSort
 
{
  

    
public
 
static
 
void
 
main
(
String
[]
 
args
)
 
{
  

        
int
[]
 
ints
 
=
 
{
1
,
4
,
7
,
3
,
8
,
9
,
2
,
6
,
5
};
  

        
SortThread
[]
 
sortThreads
 
=
 
new
 
SortThread
[
ints
.
length
]
;
  

        
for
 
(
int
 
i
 
=
 
0
;
 
i
 
<
 
sortThreads
.
length
;
 
i
++
)
 
{
  

            
sortThreads
[
i
]
 
=
 
new
 
SortThread
(
ints
[
i
]
);
  

        
}
  

        
for
 
(
int
 
i
 
=
 
0
;
 
i
 
<
 
sortThreads
.
length
;
 
i
++
)
 
{
  

            
sortThreads
[
i
]
.
start
();
  

        
}
  

    
}
  

}
  

class
 
SortThread
 
extends
 
Thread
{
  

    
int
 
ms
 
=
 
0
;
  

    
public
 
SortThread
(
int
 
ms
){
  

        
this
.
ms
 
=
 
ms
;
  

    
}
  

    
public
 
void
 
run
(){
  

        
try
 
{
  

            
sleep
(
ms
*
10
+
10
);
  

        
}
 
catch
 
(
InterruptedException
 
e
)
 
{
  

            
// TODO Auto-generated catch block  

            
e
.
printStackTrace
();
  

        
}
  

        
System
.
out
.
println
(
ms
);
  

    
}
  

}

```